# 유각변형충류
유각변형충류(有殼變形蟲類)는 몸 일부가 껍질에 싸여있는 단세포 원생생물의 일종으로 유각변형충목(Arcellinida))에 속하는 생물이다. 유각아메바류(有殼-類, Arcellinid testate amoebae, Arcellacean, lobose testate amoebae) 또는 유각류 아메바(有殼類-)로도 불린다.

## 특징
유각아메바(有殼-)는 논, 개천, 연못 등의 민물에서 볼 수 있으며 지름이 30~100마이크로미터(㎛)이고 껍데기는 원 모양이다. 핵 두 개와 수축포가 있고, 위족으로 이동하고 음식을 섭취한다. 무색에서 갈색에 이르는 투명한 키틴질의 껍데기를 분비하고, 세포질이 많은 위족을 내어 껍데기에 붙어 있다.

## 분류
- 대접벌레아목 (Arcellina)
  - 대접벌레과 (Arcellidae)
  - Microchlamyiidae
  - Microcoryciidae
- 꽃병벌레아목 (Difflugina)
  - 주머니벌레과 (Heleoperidae)
  - 꽃병벌레과 (Difflugiidae)
  - 투명벌레과 (Hyalospheniidae)
  - 병벌레과 (Nebelidae)
  - 또아리벌레과 (Lesquereusiidae)
  - Paraquadrulidae
  - 베레모벌레과 (Centropyxidae)
  - 합죽이벌레과 (Plagiopyxidae)
  - Trigonopyxidae
  - Distomatopyxidae
  - Lamtopyxidae
- Phryganellina
  - Phryganellidae
  - Cryptodifflugiidae

- incertae sedis
  - Geamphorella
  - Jungia
  - Oopyxis
  - Pseudawerintzewia
  - Pseudonebela